# Parantica talboti
Parantica talboti är en fjärilsart som beskrevs av Gustaaf Hulstaert 1931. Parantica talboti ingår i släktet Parantica och familjen praktfjärilar. Inga underarter finns listade i Catalogue of Life.